# Cola, Candy, Chocolate
Cola, Candy, Chocolate ist ein deutsches Erotikfilmlustspiel aus dem Jahre 1979 von Siggi Götz.

## Handlung
Der Film beginnt mit einer Szene in einer Münchner Diskothek, in der sich gerade die hübsche, junge Gaby aufhält, ein brünettes Mädchen, das sich gelangweilt von ihrem dauergeilen Freund Karl abwendet. Zeitgleich tritt auf der Bühne die dreiköpfige, niederländische Mädchenband Luv’ mit dem damaligen Disco-Hit „Trojan Horse“ auf. Gaby und ihre ebenfalls sehr attraktive und noch sehr junge, blonde Freundin Carmela wollen in den Urlaub auf die Philippinen fliegen, um allen Beziehungsstress erst einmal hinter sich zu lassen. Schon am Flughafen beobachtet Gaby mit einigem Interesse einen attraktiven, wenngleich ein wenig linkisch auftretenden und stark unter der Fuchtel seiner drallen und ziemlich dominanten Freundin Christine stehenden Mann namens Andreas, einen bebrillten, aber in Gabys Augen irgendwie auch recht süßen Nerd. Schon bei der Ankunft im tropischen Urlaubsparadies gibt es ein einziges Durcheinander. Während Christine von ihrem Bruder Herbert, der hier als Pfarrer arbeitet, abgeholt werden soll, übernimmt dessen kleiner Schimpanse das Steuer am Jeep und fährt mit Christine und Andreas davon.
Nach einigen Klamaukszenen unternimmt Gaby am ersten Tag am Strand den ersten Schritt, um Andreas, auf den sie ein Auge geworfen hat, näher kennenzulernen. Gaby geht auf ihn zu und tut in Anwesenheit der eifersüchtigen Christine so, als wenn Andreas und sie sich seit einer Ewigkeit kennen würden. Prompt hat der Ahnungslose reichlich Ärger mit seiner Braut, die sich hier vor Ort von ihrem Bruder trauen lassen möchte. Dies aber gefällt Gaby überhaupt nicht, findet sie doch, dass Andreas sehr viel besser zu ihr als zu der zwar vollbusigen, aber ausgesprochen zickigen, launischen und doofen Christine passt. Und so versucht Gaby mit ihren weiblichen Reizen, Christine ihren Zukünftigen auszuspannen. Da sie nicht so recht vorankommt, spannt Gaby ihre Freundin Carmela mit ein. Diese hat einen guten Draht zu einem amerikanischen Touristen namens Johnny Smith, der allerdings auf Gaby nicht gut zu sprechen ist, da ihm in ihrer Anwesenheit stets ein Malheur nach dem anderen passiert. Carmela aber frisst er quasi aus der Hand und erklärt sich bereit, bei der Sabotage der anstehenden Hochzeit zu helfen. Als erstes klaut er Pfarrer Herberts Soutane und zieht sie selbst an, um bei der anstehenden Eheschließung alles vermasseln zu können. Derweil sucht der echte Pfarrer verzweifelt sein Kirchengewand, da sich soeben der Bischof angesagt hat. Im kirchlichen Outfit läuft nun Johnny ausgerechnet dem eintreffenden Bischof über den Weg, der ihm als erstes die Leviten lesen will. Damit fällt Johnnys Plan ins Wasser, aber auch der Bischof wird durchnässt, da durch das von Gaby initiierte Kirchengeläut die örtliche Feuerwehr auf den Plan gerufen wird, die dank Herberts Schimpansen nunmehr wild mit dem Feuerwehrschlauch um sich herumspritzt. Wütend schließt der durchnässte Bischof die Mission, und die Hochzeit kann nicht mehr durchgeführt werden.
Triumphierend reibt Gaby Christine in Anwesenheit ihres Verlobten unter die Nase, dass die geplante Hochzeit leider nicht stattfinden könne. Andreas weiß nicht so recht, was er von dieser Aktion halten soll. Am Abend findet im hoteleigenen Außenbereich eine Touristenbespaßung mit Wein, Weib und Gesang statt. Letzterer wird von der mit einer schrillen Stimme gesegneten Christine und den nunmehr in Frauenklamotten auftretenden Johnny dargeboten. Am nächsten Morgen taucht ein gewisser Roland auf, der angeblich der vom Pfarrer organisierte Trauzeuge sein soll. In Wirklichkeit hat ihn Gaby aufgetrieben, um einen neuen Hochzeitsverhinderungsplan auszuhecken. Derweil hat der Bischof mit einer Reihe von nackten Filipinas zu „kämpfen“, die von Gaby in sein Apartment geschmuggelt wurden, im Irrglauben, es handele sich um das von Andreas und Christine. Dieses Durcheinander nutzt der vom Pfarrer noch immer kreuz und quer durch die Sanddünungen gejagte „Soutanendieb“ Johnny, um dem Bischof wiederum dessen Gewand zu klauen. Bald rennt jeder vor jedem davon und alle verfolgen alle. Schließlich klären sich die Dinge: Johnny und Herbert gehen gemeinsam zum Bischof, um ihm das ganze Durcheinander zu deuten, und Andreas, der der nackt badenden Gaby wegen ihrer andauernden Streiche zwecks Sabotage seiner Hochzeit ordentlich den Kopf gewaschen und mit einem am Vorabend den Hochzeitsgästen verabreichten Abführmittel seine eigene Hochzeit sabotiert hat, versöhnt sich mit dem Mädchen, das dies alles tat, weil sie sich in hin verliebt hat. Die Hochzeit wird abgeblasen, und Andreas und Gaby finden sich ebenso wie Christine, die in Johnny ihren neuen Lover gefunden hat. Auch Carmela bleibt nicht allein, sie hat sich Roland geangelt.

## Produktionsnotizen
Die 22 Drehtage umfassenden Dreharbeiten zu dem Sexlustspiel Cola, Candy, Chocolate, das später auch unter dem Titel Drei kesse Bienen auf den Philippinen verwertet wurde, fanden vom 15. Januar bis zum 20. März 1979 in München, Manila und der Region Zambales statt. Die Fertigstellung des Films erfolgte am 3. Mai 1979, uraufgeführt wurde Cola, Candy, Chocolate am 17. Mai 1979 im Mainzer Capitol-Kino.
Die Herstellungsleitung hatte Wolfgang von Schiber, die Produktionsleitung Erich Tomek, die Aufnahmeleitung Otto W. Retzer. Anne Hagegard sorgte für die Ausstattung, Rolf Albrecht entwarf die Kostüme. Herbert Fux verletzte sich bei den Dreharbeiten so schwer, dass er bei den Actionszenen von Regieassistent Carl Schenk gedoubelt werden musste.

## Kritik
„Mit Disco-Hits aufgemachte Geschichte um ein Mädchen, das vor seinem Freund auf eine Südseeinsel flieht und dort einen jungen Mann angelt, der kurz vor der Hochzeit steht. Klamottenhaft, nach abgegriffenen Gag-Mustern mit niveaulosen Scherzchen inszeniert.“